# La pechuga de la sardina
La pechuga de la sardina es una obra de teatro de Lauro Olmo estrenada en el Teatro Goya de Madrid el 8 de junio de 1963.

## Argumento
Reflejando el ambiente de miseria resignada de la época en España, la obra se desarrolla en la pensión de Juana, una mujer que ha debido hacer frente a una vida complicada, tras separarse de un marido alcohólico. Las desafortunadas existencias de los huéspedes son expuestas a lo largo de la obra: Concha, joven embarazada y deprimida; Soledad, aún soltera pese a que su juventud va marchitándose; Doña Elena, vieja mojigata, autoritaria y amargada, etc

## Representaciones destacadas
- Teatro (Estreno, 1963). Dirección: José Osuna. Decorados: Emilio Burgos. Intérpretes: Ana María Noé (Doña Elena), María Bassó (Juana), Marta Padován, Belinda Corel, Mayrata O'Wisiedo (Soledad).
- Televisión (Estudio 1, TVE, 19 de febrero de 1982). Dirección: Francisco Abad. Intérpretes: Emma Penella (Juana), Amelia de la Torre (Doña Elena), Marisa Paredes (Soledad), Verónica Forqué (Concha), Inma de Santis (Paloma), Pilar Bayona (Cándida), Paloma Pages (La Renegá), Víctor Valverde (El Hombre), José María Guillén (Vendedor), Mary González (Beata 1), Nelida Quiroga (Beata 2), Fernando Chinarro (Tabernero), Concha Leza (La Chata), Víctor Fuentes (el Borracho), Ramón Reparaz (Hombre A).
- Teatro Valle-Inclán, 2015 (Madrid). Dirección: Manuel Canseco. Intérpretes: Manuel Brun (hombre b), Marta Calvó (La chata, beata), Jesús Cisneros (hombre a), Víctor Elías (vendedor de periódicos), María Garralón (Juana), Nuria Herrero (Cándida), Marisol Membrillo (La renegá, la vieja), Cristina Palomo (Paloma), Amparo Pamplona (Doña Elena), Natalia Sánchez (Concha), Juan Carlos Talavera (borracho), Alejandra Torray (Soledad).[1]